# IC 1603
IC 1603 ist eine Spiralgalaxie vom Hubble-Typ Sc im Sternbild Phönix am Südsternhimmel. Sie ist schätzungsweise 350 Millionen Lichtjahre von der Milchstraße entfernt und hat einen Durchmesser von etwa 135.000 Lichtjahren.

Im selben Himmelsareal befindet sich unter anderem die Galaxie IC 1595.
Das Objekt wurde im Jahr 1899 von DeLisle Stewart entdeckt.